# Czermno (gmina w województwie kieleckim)
Czermno (od 1973 Fałków) – dawna gmina wiejska istniejąca do 1954 roku w woj. kieleckim, łódzkim i ponownie kieleckim. Siedzibą władz gminy było Czermno. 
W okresie międzywojennym gmina Czermno należała do powiatu koneckiego w woj. kieleckim. 1 kwietnia 1939 roku gminę wraz z główną częścią powiatu koneckiego przeniesiono do woj. łódzkiego. Po wojnie gmina przez krótki czas zachowała przynależność administracyjną, lecz już 6 lipca 1950 roku została wraz z całym powiatem przyłączona z powrotem do woj. kieleckiego.
Według stanu z dnia 1 lipca 1952 roku gmina składała się z 11 gromad: Budy, Czarna Smuga, Czermno, Olszamowice, Pląskowice, Skórnice, Smyków, Stanisławów, Sułków, Turowice i Wąsosz.
Jednostka została zniesiona 29 września 1954 roku wraz z reformą wprowadzającą gromady w miejsce gmin. Po reaktywowaniu gmin z dniem 1 stycznia 1973 roku gminy Czermno nie przywrócono, utworzono natomiast jej terytorialny odpowiednik, gminę Fałków w tymże powiecie i województwie.